# شاپرک وی سیاه
شاپرک وی سیاه (نام علمی: Arctornis l-nigrum) گونه‌ای شاپرک از خانواده شاپرکان کپه‌ای می‌باشد. پهنای بال این شاپرک ۳۵ تا ۴۵ میلی‌متر است. شاپرک وی سیاه از ماه مه تا ژوئیه پرواز می‌کند. کرم ابریشم این گونه از درختان راش و توس تغذیه می‌کند. نام این شاپرک برگرفته از نشان حرف وی لاتین به رنگ سیاه بر روی بال‌های آن است.

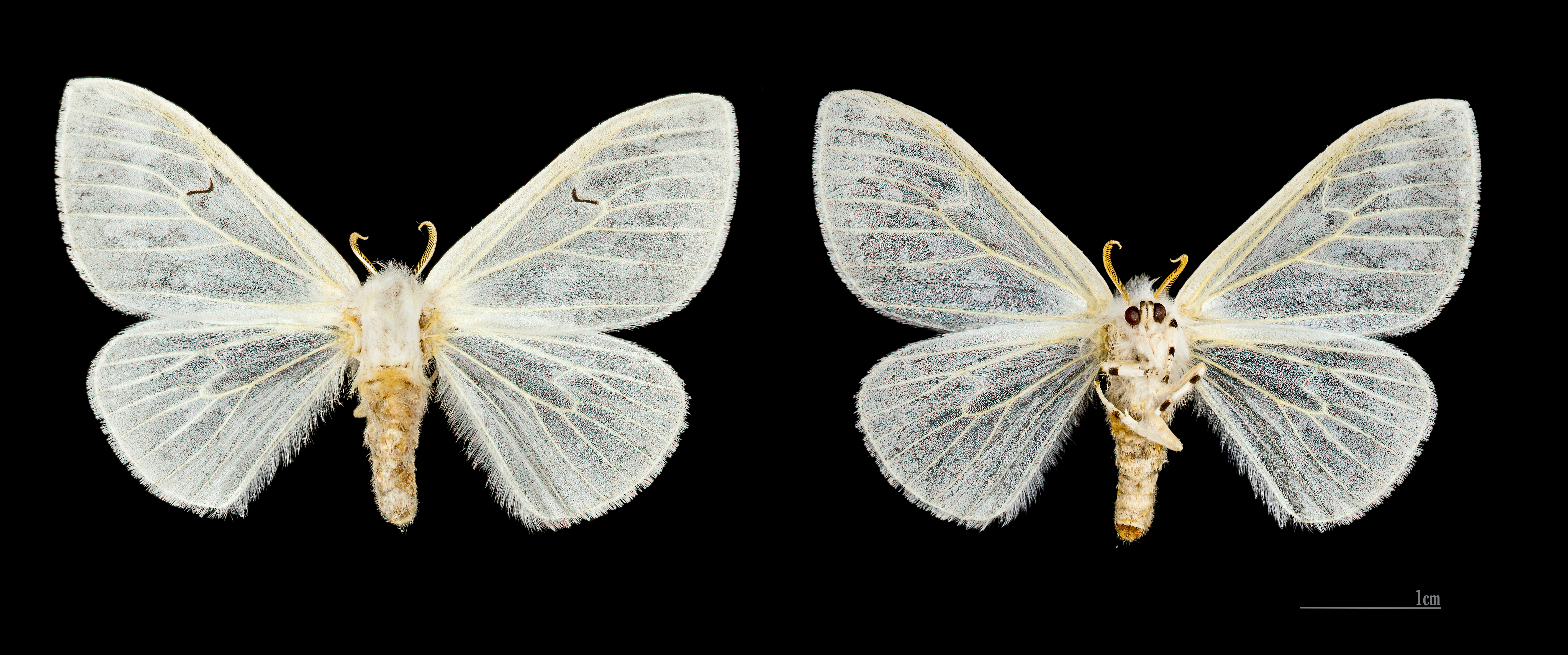
♀ ماده، روی حشره (راست) پشت حشره (چپ)
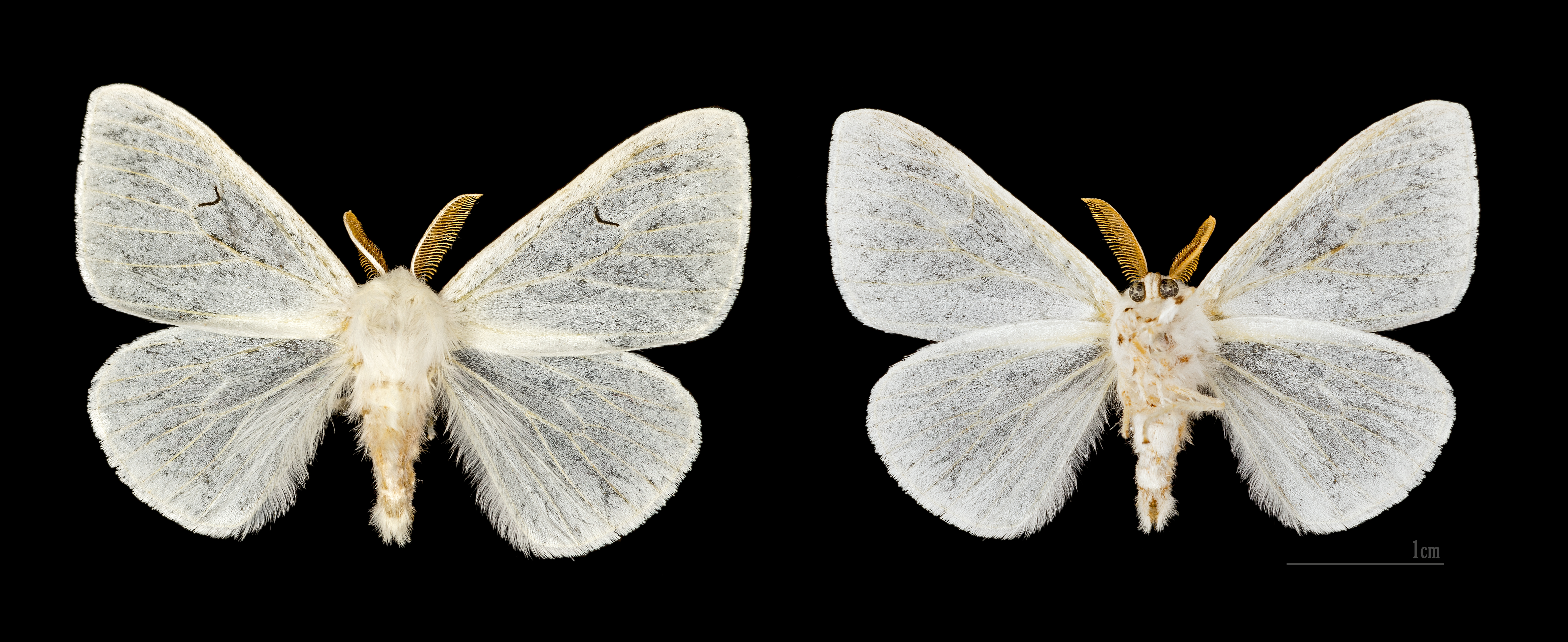
♂ نر، روی حشره (راست) پشت حشره (چپ)

## زیرگونه‌ها
- Arctornis l-nigrum l-nigrum
- Arctornis l-nigrum asahinai (Inoue, 1956) (Japan)
- Arctornis l-nigrum okurai (Okano, 1959) (Taiwan)
- Arctornis l-nigrum ussurica Bytinski-Salz, 1939 (Ussuri)